# Distrito de Masin
El distrito de Masin es uno de los dieciséis que integran la provincia peruana de Huari ubicada en el Departamento de Ancash, bajo la administración del Gobierno regional de Ancash. en el Perú.

## Toponimia
Masin = mahin = mayin, que en castellano equivale a ‘prójimo’, ‘parecido’. Y la inflexión masin no es sino ‘su parecido’.

## Historia
El distrito  fue creado el 2 de febrero de 1956 mediante Ley N.º 12635 dada en el gobierno del Presidente Manuel A. Odría.
El 2017 se celebró los 61 años de creación política de nuestro distrito con diferentes festividades. Las actividades que se desarrollaron estuvieron organizadas por la Municipalidad Distrital de Masin la cual estuvo encabezada por la alcaldesa Noima G. Salas Nuñez. En este evento tan importante se hicieron presentes La Municipalidad Distrital de Masin, el ciclo Vacacional 2017, los centros poblados, comunidades y ciudadanos.
61 aniversario del distrito de Masin
Cuenta con Dos Centros Poblados Menores que son: el Centro Poblado de Huaytuna Matibamba y el Centro Poblado de Acchas.Huari

## Geografía
Tiene una superficie de 75,33 m².
Alberga uno de los valles de la ceja de selva más hermosos de Áncash, propiciando la producción de variedades de frutas deliciosas.

## Capital
La capital del distrito es el centro poblado del mismo nombre.
El distrito de Masin cuenta con un solo una institución de nivel de secundaria que es la institución "José Antonio Encinas Franco".
En Masin se celebran grandiosas festividades durante todo el año en muchas de ella se puede apreciar la pluriculturalidad que existe en dicho distrito, además como cada año las fiestas patrias son celebradas con diferentes actividades: Corridas de toro, pelea de gallos, danzas folckloricas, Misa de honra gracias, entre otros.

## Autoridades

### Municipales
- 2023-2026 :
  - Alcalde: Yoel Pepito Trujillo Cruz
- 2019-2022 :
  - Alcalde: Pablo Malvaceda Ortega
- 2015-2018 :
  - Alcalde: Noima G. Salas Nuñez
- 2011-2014:
  - Alcalde: Feliciana Jara Soto de Espinoza
- 2007-2010:
  - Alcalde: Nilo Toribio Asencios Vargas.
- 2002-2007:
  - Alcalde: Milner Jaime Ortiz Arellano
- 1998-2001:
  - Alcalde: Antonio Espinoza Salazar
- 1997-1994:
  - Alcalde: Mario Felix Trejo Flores

## Arqueología
Posee una zona arqueológica milenaria y misteriosa, llamada "markajirca" ciudadela habitada por los antiguos pre incas posiblemente un pueblo esclavo de los chavín.

## Festividades
- Julio: Fiestas patrias

- Febrero: Aniversario .

- Diciembre: 2 de diciembre